# Rama meníngea anterior (arteria etmoidal anterior)
La rama meníngea anterior de la arteria etmoidal anterior o arteria meníngea anterior (TA: ramus meningeus anterior arteriae ethmoidalis anterioris; arteria meningea anterior) es una arteria que se origina como rama de la arteria etmoidal anterior. No presenta ramas.

## Distribución
Se distribuye hacia la duramadre de la fosa craneal anterior.